# Papradno
Papradno je naseljeno mjesto u okrugu Považská Bystrica u Trenčínskom kraju u Slovačkoj.

## Stanovništvo
| Godina:     | 1993. | 2003.   | 2013.   | 2023.   |
| ----------- | ----- | ------- | ------- | ------- |
| Broj ljudi: | 2743  | 2561    | 2532    | 2394    |
| Razlika:    |       | -6,63 % | -1,13 % | -5,45 % |

| Godina:     | 2022. | 2023.   |
| ----------- | ----- | ------- |
| Broj ljudi: | 2416  | 2394    |
| Razlika:    |       | -0,91 % |

Prema podacima o broju stanovnika iz 2023. godine naselje je imalo 2394 stanovnika.

## Vanjske poveznice
|  | Zajednički poslužitelj ima još gradiva o temi Papradno |

- Službena stranica naselja (sl.)
- Krajevi i okruzi u Slovačkoj  Arhivirana inačica izvorne stranice od 2. svibnja 2024. (Wayback Machine) (sl.)